# Детонатор (фильм, 2006)
«Детонатор» (англ. «The Detonator») — боевик режиссёра По-Чин Леонг. Мировая премьера состоялась 25 апреля 2006 года.

## Сюжет
Секретный агент ЦРУ, работающий под прикрытием, внедряется в крупнейшую преступную группировку, связанную с нелегальным оборотом оружия. Но происходит утечка информации и вся операция идет не по плану.

## В ролях
| Актёр           | Роль             |
| --------------- | ---------------- |
| Уэсли Снайпс    | Сонни Гриффит    |
| Уильям Хоуп     | Майкл Шепард     |
| Тим Даттон      | Джозеф Постанешу |
| Сильвия Коллока | Надя Коменски    |
| Мэттью Лейтч    | Димитри Линки    |
| Уоррен Дероса   | Митчел           |
| Майкл Брэндон   | Флинт            |